# Туктояктук
Туктояктук (англ. Tuktoyaktuk) — хутір в Канаді, у  Північно-західних територіях.

## Населення
За даними перепису 2016 року, хутір нараховував 898 осіб, показавши зростання на 5,2%, порівняно з 2011-м роком. Середня густина населення становила 64,1 осіб/км².
З офіційних мов обидвома одночасно володіли 30 жителів, тільки англійською — 875. Усього 110 осіб вважали рідною мовою не одну з офіційних, з них усі — одну з корінних мов.
Працездатне населення становило 56,2% усього населення, рівень безробіття — 26,4%.
Середній дохід на особу становив $37 569 (медіана $21 984), при цьому для чоловіків — $36 541, а для жінок $38 686 (медіани — $22 368 та $21 504 відповідно).
14,8% мешканців мали закінчену шкільну освіту, не мали закінченої шкільної освіти — 60,2%, 24,2% мали післяшкільну освіту, з яких 16,1% мали диплом бакалавра, або вищий.
| Статево-вікова структура населення | Статево-вікова структура населення | Статево-вікова структура населення | Статево-вікова структура населення | Статево-вікова структура населення |
| ---------------------------------- | ---------------------------------- | ---------------------------------- | ---------------------------------- | ---------------------------------- |
|                                    |                                    |                                    |                                    |                                    |
| Всього                             | Всього                             | 53,1%46,9%                         |                                    |                                    |
| 0 — 14 років                       | 0 — 14 років                       |                                    | 26,7%                              | 26,7%                              |
| 15 — 64 років                      | 15 — 64 років                      |                                    | 66,7%                              | 66,7%                              |
| 65 і більше                        | 65 і більше                        |                                    | 6,7%                               | 6,7%                               |
| 85 і більше                        | 85 і більше                        |                                    | 1,1%                               | 1,1%                               |
| Середній вік (років)               | Середній вік (років)               | 31,832,1                           | 31,9                               | 31,9                               |
| Медіана (років)                    | Медіана (років)                    | 29,830,2                           | 29,9                               | 29,9                               |
| — чоловіки — жінки                 |                                    |                                    |                                    |                                    |

| Походження мешканців:     | Походження мешканців:     | Походження мешканців: | Походження мешканців: | Походження мешканців: |
| ------------------------- | ------------------------- | --------------------- | --------------------- | --------------------- |
| Походження                |                           |                       | осіб                  | %                     |
| Корінні американці        | Корінні американці        |                       | 810                   | 93.1%                 |
| Інше північноамериканське | Інше північноамериканське |                       | 50                    | 5.75%                 |
| Європейське               | Європейське               |                       | 140                   | 16.09%                |
| британське                | британське                |                       | 90                    | 10.34%                |
| французьке                | французьке                |                       | 20                    | 2.3%                  |

## Клімат
Хутір знаходиться у зоні, котра характеризується континентальним субарктичним кліматом. Найтепліший місяць — липень із середньою температурою 11.4 °C (52.5 °F). Найхолодніший місяць — січень, із середньою температурою -26.4 °С (-15.6 °F).
| Клімат Туктояктука      | Клімат Туктояктука | Клімат Туктояктука | Клімат Туктояктука | Клімат Туктояктука | Клімат Туктояктука | Клімат Туктояктука | Клімат Туктояктука | Клімат Туктояктука | Клімат Туктояктука | Клімат Туктояктука | Клімат Туктояктука | Клімат Туктояктука | Клімат Туктояктука |
| Показник                | Січ.               | Лют.               | Бер.               | Квіт.              | Трав.              | Черв.              | Лип.               | Серп.              | Вер.               | Жовт.              | Лист.              | Груд.              | Рік                |
| Абсолютний максимум, °C | −2,5               | −1,3               | −2,1               | 6,2                | 21,2               | 27,5               | 30,4               | 25,6               | 21,1               | 17,9               | 2,5                | −3,3               | 30,4               |
| Середній максимум, °C   | −22,9              | −22,6              | −20,7              | −9,8               | 0                  | 12                 | 15,6               | 12,9               | 6,9                | −4,3               | −14,4              | −19,3              | −5,5               |
| Середня температура, °C | −26,5              | −26,4              | −25                | −14,7              | −3,8               | 7,2                | 11,4               | 9,4                | 4                  | −7                 | −17,8              | −22,8              | −9,3               |
| Середній мінімум, °C    | −30                | −30,1              | −29,3              | −19,5              | −7,4               | 2,3                | 7,1                | 5,9                | 1,1                | −9,7               | −21,3              | −26,2              | −13,1              |
| Абсолютний мінімум, °C  | −43,2              | −42,4              | −42,2              | −37,2              | −25,6              | −8,4               | −0,9               | −1,5               | −11,5              | −36,2              | −36,3              | −41,8              | −43,2              |
| Норма опадів, мм        | 6                  | 6                  | 4                  | 7                  | 5                  | 9                  | 18                 | 26                 | 19                 | 21                 | 10                 | 8                  | 139                |
| Днів з опадами          | 4,9                | 4,5                | 3,6                | 4,6                | 3,6                | 3,8                | 7                  | 10,4               | 8,6                | 11,3               | 7,7                | 6,1                | 76                 |
| Днів з дощем            | 0                  | 0,1                | 0                  | 0                  | 0,7                | 3,4                | 7                  | 10,1               | 6,6                | 0,6                | 0                  | 0                  | 28,5               |
| Днів зі снігом          | 4,9                | 4,4                | 3,6                | 4,6                | 2,9                | 0,6                | 0                  | 0,5                | 2,4                | 10,7               | 7,7                | 6,1                | 48,5               |
| ----------------------- | ------------------ | ------------------ | ------------------ | ------------------ | ------------------ | ------------------ | ------------------ | ------------------ | ------------------ | ------------------ | ------------------ | ------------------ | ------------------ |
| Джерело: Weatherbase    |                    |                    |                    |                    |                    |                    |                    |                    |                    |                    |                    |                    |                    |